# کلودیو اسکارزانلا
کلودیو اسکارزانلا (انگلیسی: Claudio Scarzanella؛ زادهٔ ۱۲ مارس ۱۹۸۶) بازیکن فوتبال اهل ایتالیا است.
از باشگاه‌هایی که در آن بازی کرده‌است می‌توان به باشگاه فوتبال کروتونه و باشگاه فوتبال ترنانا اشاره کرد.